# Carsten Jensen (forfatter)
 Der er flere personer med dette navn, se Carsten Jensen.
Carsten Jensen (født 24. juli 1952 i Marstal på Ærø) er mag.art. i litteraturvidenskab og journalist og forfatter og debattør.
Carsten Jensen blev mag.art. i litteraturvidenskab i 1981 fra Københavns Universitet og blev i 1980'erne et kendt navn i Politikens spalter, hvor han lavede samfundskritiske essays, artikler og reportager. Han har desuden været tilknyttet Dagbladet Information, Politiken, Aktuelt, Ekstra Bladet og Morgenavisen Jyllands-Posten. Fra 1985-1990 var han redaktør af tidsskriftet Fredag. 
I 2001 blev han adjungeret professor i kulturanalyse ved Det Humanistiske Fakultet, Syddansk Universitet, og han var fra 2000-2003 medlem af Det Kulturelle Vismandsråd. 
I 2012 kom han på finansloven.
I marts 2018 skiftede Carsten Jensen forlag fra Gyldendal til Politikens forlag som en konsekvens af, at Gyldendals bestyrelse besluttede sig for at ansætte Morten Hesseldahl som ny adm. direktør.
Privat bor han sammen med forfatteren Liz Jensen, og datteren Laura, fra et tidligere ægteskab.

## Priser og hæder
PH Prisen i 1987, Georg Brandes-Prisen i 1993 og Otto Gelsted-prisen i 1997. 
I 1997 fik Carsten Jensen Boghandlernes Gyldne Laurbær for rejseberetningen Jeg har set verden begynde, som han udgav i 1996. 
Holberg-Medaillen i 1999. 
I 2007 modtog han P2s romanpris for Vi, de druknede. For denne modtog han også i 2007 Danske Banks Litteraturpris der, foruden æren og skulpturen, beløber sig til 300.000 skattefrie kroner. 
I 2010 modtog Carsten Jensen Olof Palme-prisen fordi han "i ord og handling har kæmpet for de svage og sårbare i sit eget land og rundt omkring i verden".. Den 5. juni 2010 modtog han Ebbe Kløvedal Reichs demokratistafet fra tidligere PET-chef Hans Jørgen Bonnichsen.
Søren Gyldendal Prisen i 2012. 

## Forfatterskab
Carsten Jensen har udgivet en række romaner, kritiske essays, artikler og rejsebøger. Med rejsebøgerne Jeg har set verden begynde (1996) og Jeg har hørt et stjerneskud (1997) fik Carsten Jensen sit store folkelige gennembrud. Med romaner som Vi, de druknede (2006) og Den første sten (2015) er han blevet en af Danmarks mest læste forfattere, og romanerne er desuden blevet solgt til en lang række lande.
Carsten Jensen brød igennem som kritiker ved Politiken, bl.a. ved at forvandle tv-anmeldelsen til et tidskritisk øjebliksbillede. Hans artikler i samlingerne Sjælen sidder i øjet (1985), På en mørkeræd klode (1986) og Souvenirs fra 80'erne (1988) er sådanne kulturkritiske elektrochok. Romanen Kannibalernes nadver (1988) skildrer satirisk 1980'ernes narcissistiske kultur med den mandlige fortæller i rollen som erotisk opdagelsesrejsende, mens fortælleren i romanen Jorden i munden (1991) vil forstå sig selv gennem en rejse, han erindrer — et vigtigt motiv i det senere forfatterskab.
Essaysamlingerne Af en astmatisk kritikers bekendelser (1992) og Forsømmelsernes bog (1993) er præget af en personlig søgen efter moralske værdier i en dialog med litteraturen. Denne søgen finder et svar gennem den verdensrejse, Jensen beretter både sanse- og refleksionsmættet om i Jeg har set verden begynde (1996): At møde mennesket i det fremmede. Rejsen gennem Rusland, Kina, Cambodja og Vietnam former sig samtidig som en kulturkritisk refleksion over kommunismens fald. 1997 udkom Jeg har hørt et stjerneskud, der afslutter rejsen i Sydamerika. De to rejseskildringer fik umiddelbart klassikerstatus.
I to essaysamlinger omkring årtusindskiftet har han atter placeret sig som en central kritiker af tidsånden. Dagbogsessayene i År to og tre (1999) har et kærligt øje til barnet og et kritisk til dumhed og magtmisbrug. Oprøret mod tyngdeloven (2001), fortrinsvis artikler fra Politiken, kommenterer aktuelle tendenser og hændelser; det samme gælder Livet i Camp Eden (2004). Rapporteringen fra hans omfattende rejseaktivitet er videreført i Det glemte folk (2004) om karen-folkets kamp i det burmesiske grænseland. I 2010 udkom Ud – opdagelsesrejser 1978-2010, som består af genoptryk af Jensens rejsereportager gennem 32 år.
Romanerne Vi, de druknede (2006) og Sidste rejse (2007) har begge sit udgangspunkt i søfartsbyen Marstal. Den første er den store fortælling om fire generationer i 1800-tallets liv som sømænd. Carsten Jensen modtog i 2007 Danske Banks Litteraturpris for dette værk. Romanen er solgt til udgivelse i tyve lande og solgt i mere end en halv million eksemplarer. Sidste rejse handler om en malers kamp for at blive kunstner. I 2009 forfattede han sammen med Karsten Hermansen bogen Vi sejlede bare, som giver et indblik i de kilder, som ligger til grund for Vi, de druknede. I Den første sten (2015) er handlingen flyttet til et krigshærget Afghanistan. Romanen er en fortælling om, hvad krig gør ved mennesker, der lever tæt sammen i konstant livsfare, om venskaber, forræderi og katastrofer. Ved udgivelsen blev romanen rost til skyerne, og den er indtil videre solgt til otte lande.
Den første sten er rundet af Carsten Jensens mangeårige engagement i og interesse for Afghanistan. Med Krigen der aldrig ender (2016) giver Carsten Jensen og den norske dokumentarist Anders Hammer et aktuelt og mangefacetteret portræt af Afghanistan. Fjernt fra journalistikkens hovedveje skabes i en række enestående reportager et billede af et land i krigens vold. Krigen der aldrig ender er solgt til Norge og Sverige.